# 토마술로 알고리즘
토마술로 알고리즘(Tomasulo's algorithm)은 비순차적 실행을 허용하고 여러 실행 장치를 보다 효율적으로 사용할 수 있도록 하는 명령의 동적 스케줄링을 위한 컴퓨터 아키텍처 하드웨어 알고리즘이다. 1967년 IBM의 로버트 토마술로에 의해 개발되었으며 IBM 시스템/360 모델 91의 부동소수점 장치에서 처음 구현되었다.
토마술로 알고리즘의 주요 혁신에는 하드웨어의 레지스터 이름 변경, 모든 실행 단위에 대한 예약 스테이션, 계산된 값이 필요할 수 있는 모든 예약 스테이션에 방송되는 공통 데이터 버스(CDB) 등이 포함된다. 이러한 개발을 통해 스코어보드 또는 기타 이전 알고리즘을 사용하면 중단될 수 있는 명령의 병렬 실행이 향상되었다.
로버트 토마술로는 알고리즘에 대한 연구로 1997년 에커트-마우클리상을 받았다.